# انتخابات الرئاسة النيجرية 2004
انتخابات الرئاسة النيجرية 2004 هي الانتخابات الرئاسية التي جرت في 16 نوفمبر 2015، لانتخاب رئيس النيجر، فاز بالانتخابات تانجي مامادو.